# Nadi (Figi)
Nadi (pronuncia ˈnandʒi) è la terza città delle Figi, con 42.300 abitanti (2007).
Si trova sul lato occidentale dell'isola di Viti Levu ed è stata fondata nel 1947.
Molti dei suoi abitanti sono indiani di Figi, induisti o musulmani.
L'aeroporto internazionale di Nadi, a 9 km della città, è il principale aeroporto delle Figi, con Air Pacific come maggiore compagnia aerea ma anche Air New Zealand, Pacific Blue, V Australia, Korean Air, Continental Micronesia e anche le compagnie interne come Pacific Sun, Air Fiji o Air Wakaya.
Nadi rimane il principale porto di entrata, malgrado il fatto che si trovi all'opposto di Suva, la capitale.